# Station Sembayashi
Station Sembayashi (千林駅, Senbayashi-eki) is een treinstation in de wijk Asahi-ku in de Japanse stad Osaka. Het wordt aangedaan door de Keihan-lijn. Het station heeft twee sporen, gelegen aan twee zijperrons.

## Treindienst

#### Keihan-lijn
| 1 | ■ Keihan-lijn | richting Moriguchishi, Hirakatashi, Sanjō en Demachiyanagi |
| 2 | ■ Keihan-lijn | richting Kyōbashi, Yodoyabashi en Nakanoshima              |

## Geschiedenis
Het station werd geopend in 1910 onder de naam Morishōji (森小路). In 1931 werd dit Morishōji-Sembayashi, om in 1942 de huidige naam te krijgen. In 1981, 1992 en 1998 werd het station vernieuwd.

## Stationsomgeving
De ingang van het station bevindt zich in de Sembayashi-Shōtengai, een overdekte winkelstraat.
- Station Sembayashi-Ōmiya aan de Tanimachi-lijn
- Super Tamade (supermarkt)
- 7-Eleven
- Tsutaya
- FamilyMart